# Konrad Ott
Konrad Ott (Bergkamen, 20 maggio 1959) è un filosofo, umanista ed esperto di etica tedesco che indaga e insegna principalmente nel campo della bioetica ed etica dell'ambiente. Operò dal 1997 al 2012 come professore all'Università di Greifswald ed è attivo da allora come professore di filosofia ed etica dell'ambiente all'Università di Kiel. Dal 2000 al 2008 appartenne al Sachverständigenrat für Umweltfragen (organo consultivo scientifico) del Governo della Germania.

## Biografia
Konrad Ott nacque nel 1959 a Bergkamen e dal 1981 al 1986 studiò filosofia, storia e germanistica all'Università Goethe di Francoforte dove nel 1989 conseguì il dottorato con Jürgen Habermas e nel 1990 ottenne la cattedra fino al 1992. Viene considerato rappresentante della "terza generazione" della Scuola di Francoforte. Dal 1991 al 1993 operò come assegnista di ricerca alla Graduiertenkolleg del centro per l'etica nelle scienze all'Università di Tubinga. In seguito assunse la supplenza della cattedra "etica nelle scienze biologiche" come docente a Tubinga negli anni 1993/1994.
Nel 1995 venne abilitato all'Università di Lipsia, nello stesso anno cambiò per l'istituto di etica sociale dell'Università di Zurigo, dove fino al 1999 fu attivo come dipendente nel progetto di ricerca „Technikfolgenabschätzung und Ethik“ (valutazione dell'impatto tecnologico). Intanto nel 1997 ricevette una nomina all'Università di Greifswald nella quale fu l'unico professore tedesco per l'etica dell'ambiente fino al 2012. Dal giugno del 2012 esercita la funzione di professore per filosofia ed etica dell'ambiente all'Università di Kiel.
Konrad Ott è sposato, padre di quattro figli e nonno di due nipoti.

## Opere
Il fulcro della ricerca di Ott sono l'etica del discorso, lo sviluppo sostenibile, i problemi di accettazione della conservazione e le sue motivazioni sociali e morali, la storia della tutela dell'ambiente, gli aspetti etici dei cambiamenti climatici, piante transgeniche e la valutazione della tecnologia. Accanto all'etica ambientale, Ott tiene anche dei corsi nell'ambito della bioetica, teoria e storia dell'ecologia e storia della protezione del paesaggio.
Konrad Ott è membro del partito Alleanza 90/I Verdi sin dai primi anni ottanta. Dal 2000 al 2008 fu membro del Sachverständigenrat für Umweltfragen del Governo della Germania e dal 1998 appartiene al consiglio tedesco per la gestione dello stato. Inoltre operò nella commissione tedesca dell'UNESCO e fra l'altro è attivo nel comitato scientifico del ministero dell'ambiente di Meclemburgo-Pomerania Anteriore, per la biodiversità e risorse genetiche del ministero federale dell'alimentazione e agricoltura così come dell'istituto indipendente per le questioni ambientali.

## Posizioni
Ott studiò a fondo una forte teoria etica della sostenibilità e contribuì, tra l'altro alla "Theorie und Praxis starker Nachhaltigkeit“ (teoria e pratica della forte sostenibilità) attraverso una monografia, alla differenziazione dei concetti teoretici di sostenibilità forte e debole. Ott vede la connessione di sostenibilità e teorie sull'uguaglianza come un messo per portare la conformazione della natura attraverso gli uomini in accordo con la loro protezione essenziale. Ott contesta inoltre l'immigrazione di massa verso l'Europa. Con uno sguardo sui flussi migratori del Mediterraneo dichiarò nel 2018 che bloccare queste rotte sarebbe una soluzione valida; il Ministro degli interni italiano Matteo Salvini avrebbe riconosciuto che questi itinerari dovrebbero essere rese inattivi.

## Opere (selezione)
- Über die deutsche Revolution: Ein Beitrag zu vielen Beiträgen dieser Tage. Haag und Herchen, Francoforte 1991, ISBN 3-89228-596-9.
- Menschenkenntnis als Wissenschaft: Über die Entstehung und Logik der Historie als der Wissenschaft vom Individuellen. Haag und Herchen, Francoforte 1991, ISBN 3-89228-670-1.
- Das Wechselspiel von Architektur und Theologie. Akademie der Diözese Rottenburg-Stuttgart, Stoccarda 1992, ISBN 3-926297-44-1.
- Ökologie und Ethik: Ein Versuch praktischer Philosophie. Attempo, Tubinga 1993, ISBN 3-89308-162-3.
- Vom Begründen zum Handeln: Aufsätze zur angewandten Ethik. Attempo, Tubinga 1996, ISBN 3-89308-227-1.
- Ipso facto: Zur ethischen Begründung normativer Implikate wissenschaftlicher Praxis. Suhrkamp, Francoforte 1997, ISBN 3-518-58243-7.
- Ethik in der Informatik. WSI, Tubinga 1999 (als Mitherausgeber)
- Technikfolgenabschätzung und Ethik: Eine Verhältnisbestimmung in Theorie und Praxis. Gemeinsam mit Barbara Skorupinski. ETH, Zurigo 2000, ISBN 3-7281-2745-0.
- Spektrum der Umweltethik. Metropolis, Marburg 2000, ISBN 3-89518-289-3.
- Reasoning Goals of Climate Protection: Specification of Article 2 UNFCCC; Research Report 20241252. Umweltbundesamt, Berlino 2004.
- Moralbegründungen zur Einführung. Junius, Hamburg 2005, ISBN 3-88506-614-9.
- Theorie und Praxis starker Nachhaltigkeit. Gemeinsam mit Ralf Döring. Metropolis, Marburg 2008, ISBN 978-3-89518-695-0.
- Umweltethik zur Einführung. Junius, Hamburg 2010, ISBN 978-3-88506-677-4.
- Geo-Engineering: Notwendiger Plan B gegen den Klimawandel? Gemeinsam mit Patrick R. Mooney. Oekom, Monaco 2010, ISBN 978-3-86581-226-1.
- Naturethik und biblische Schöpfungserzählung. Ein diskurstheoretischer und narrativ-hermeneutischer Brückenschlag. Gemeinsam mit Christof Hardmeier. Kohlhammer, Stoccarda 2015, ISBN 978-3-17-028352-7.
- Zuwanderung und Moral. Reclam, Stoccarda 2016, ISBN 978-3-15-019376-1.